# Сікорські V
Сікорський V (пол. Sikorski V) − шляхетський герб кашубського походження.

## Опис герба
Опис з використанням принципів блазонування, запропонованих Альфредом знамієровським:
В золотому полі з червоною главою три срібні чайки (2 і 1). Клейнод: чайка, як на емблемі. Намет червоний, праворуч підбитий золотом, ліворуч - сріблом.

## Найбільш ранні згадки
Герб згадуються Островським (як Сікорські V) і Зерницьким (Der polnische Adel, як сікорські).

## Сім'я Сікорських
Герб, використовуваний в гілці Сікорських, що носить прізвисько Місін або Місіч, за словами Островського також Мєжик.

## Рід
Сікорські (Sikorski, Schikorski, Sicorsky, Sikorsky, Sykorski, Sykorsky) з псевдонімом Місін (Misin, Misich) та Мєжик (Mężyk).
Сікорські з Кашубії переважно вживали герб тетеруком. З таким гербом вони отривали визнання в Царстві Польському. Герб Сікорський І це варіант герба Тетерів, який розмістив у себе Сєбмахер, і повторив Островський. Існували й інші герби, що вживав цей рід, що виникли, як різновиди основного герба: Сікорські ІІ, Сікорські ІІІ, Сікорські IV і Сікорські V.